# 慕尼黑行動
慕尼黑行動（羅馬尼亞語：Operaţiunea München）發生於1941年7月2日至24日，是一場於第二次世界大戰德蘇戰爭中由羅馬尼亞王國主導的德國-羅馬尼亞聯合攻勢，行動的主要目標是奪回一年前蘇聯從羅馬尼亞手中奪得的比薩拉比亞，該區域位於布科維納北方。在經歷24天的戰鬥後，行動以勝利收場。軸心國的部隊部署包含了羅馬尼亞第3、第4軍團，以及德意志國防軍的第11軍團。行動過後，比薩拉比亞地區的猶太人便遭遇一連串的種族滅絕行動。 

## 其它「慕尼黑行動」
另一次慕尼黑行動發生於1942年3月的立陶宛。